# 宫乃泉
官乃泉（1910年—1975年），男，辽宁营口人，中华人民共和国军事医学专家，中国人民解放军开国少将。曾任中国人民解放军南京军区卫生部部长，上海第一医学院院长。

## 生平
1955年，授予中国人民解放军少将。